# Anemone moorei
Anemone moorei är en ranunkelväxtart som beskrevs av Marcial Ramón Espinosa Bustos. Anemone moorei ingår i släktet sippor, och familjen ranunkelväxter. Inga underarter finns listade i Catalogue of Life.